# Руис, Бернардо
Бернардо Руис Наваррете (исп. Bernardo Ruiz Navarrete; 8 января 1925, Ориуэла, Аликанте — 14 августа 2025, Ориуэла) — испанский профессиональный шоссейный велогонщик. Один из пионеров велоспорта в Испании, достиг значительных успехов на крупнейших международных гонках 1940-х и 1950-х годов.

## Карьера
В 1948 году Руис одержал победу в генеральной и горной классификации на гонке Вуэльта Испании. В 1951 году стал первым испанцем, который выиграл два этапа Тур де Франс в одном розыгрыше.
В 1952 году он вновь вошёл в историю, заняв третье место в генеральной классификации Тур де Франс — это был первый случай, когда испанец поднялся на итоговый подиум этой гонки. В 1955 году Руис стал первым испанским гонщиком, одержавшим победу на этапе Джиро д’Италия.
Умер 14 августа 2025 года в возрасте 100 лет в Ориуэле.

## Основные победы
Вуэльта Испании
Победитель генеральной классификации (1948)
Победитель горной классификации (1948)
Тур де Франс
Победитель 2 этапов (1951)
3-е место в генеральной классификации (1952)
Джиро д’Италия
Победа на этапе (1955)

## Статистика выступления наГранд-турах
| Гонка / Год     | 1945 | 1946 | 1947 | 1948 | 1949  | 1950 | 1951 | 1952 | 1953 | 1954 | 1955 | 1956 | 1957 | 1958 |
| --------------- | ---- | ---- | ---- | ---- | ----- | ---- | ---- | ---- | ---- | ---- | ---- | ---- | ---- | ---- |
| Джиро д'Италия  | —    | —    | —    | —    | —     | —    | —    | 35   | 29   | 38   | 28   | 38   | 55   | —    |
| Тур де Франс    | —    | —    | —    | —    | DNF-5 | —    | 9    | 3    | —    | 18   | 22   | 70   | 24   | 55   |
| Вуэльта Испании | 22   | 14   | —    | 1    | —     | 4    | —    | —    | —    | —    | 14   | 31   | 3    | 26   |